# Adontorhina similis
Adontorhina similis är en musselart som beskrevs av Barry och McCormack 2007. Adontorhina similis ingår i släktet Adontorhina, och familjen Thyasiridae. Arten är reproducerande i Sverige.